# Ekstruzija
Isprešavanje ili ekstruzija je vrsta mašinske obrade metala bez odvajanja čestica, koja služi u proizvodnji raznovrsnih profila, šipki, traka, cevi konstantnog preseka, od lakih i obojenih metala, te mekih čelika (isprešavanjem se proizvode i plastični i keramički proizvodi, te proizvodi u prehrambenoj industriji). Najveće prednosti su: mogućnost priozvodnje profila najsloženijih oblika, te odlično stanje površine gotovog proizvoda. Gotovi proizvod može biti: kontinuirani (teoretski beskonačno dugi proizvod) ili polukontinuirani (proizvodnja rezanih ili kraćih predmeta). Proizvodi se koriste u građevinskoj industriji, industriji namještaja, kućanskih aparata, industriji vozila, elektroindustriji. Istorija ekstruzije počinje od 1797, kada je Josef Bramah patentirao prvi postupak ekstruzije za izradu cevi. Isprešavanje može biti hladno ili toplo.

## Istorija
Godine 1797, Džozef Brama je patentirao prvi proces ekstruzije za pravljenje cevi od mekih metala. To je uključivalo prethodno zagrevanje metala, a zatim se prisiljava kroz matricu pomoću ručnog klipa. Godine 1820. Tomas Bar je implementirao taj proces za olovnu cev, sa hidrauličnom presom (to je takođe izumeo Džozef Brama). U to vreme proces se zvao „špricanje”. Godine 1894, Aleksandar Dik je proširio proces ekstruzije na legure bakra i mesinga.

## Tipovi ekstruzije
Proces počinje zagrevanjem osnovnog materijala (za vruću ili toplu ekstruziju). Zatim se unosi u kontejner u presi. Iza njega se postavlja pomoćni blok gde ovan zatim pritiska materijal da bi ga gurnuo iz kalupa. Nakon toga se ekstruzija rasteže da bi se ispravila. Ako su potrebne bolje osobine, onda materijal može biti termički obrađen ili hladno obrađen.
Odnos ekstruzije je definisan kao početna površina poprečnog preseka podeljena površinom poprečnog preseka završnog istiskivanja. Jedna od glavnih prednosti procesa ekstruzije je da ovaj odnos može biti veoma veliki dok se i dalje proizvode kvalitetni delovi.

### Vruća ekstruzija
Vruće ekstrudiranje je proces vruće obrade, što znači da se vrši iznad temperature rekristalizacije materijala kako bi se sprečilo otvrdnjavanje materijala i kako bi se olakšalo guranje materijala kroz kalup. Većina vrućih ekstruzija se radi na horizontalnim hidrauličnim presama koje su u opsegu od 230 do 11.000 metričkih tona (250 do 12.130 kratkih tona). Pritisci se kreću od 30 do 700 MPa (4.400 do 101.500 psi), stoga je potrebno podmazivanje, koje može biti pomoću ulja ili grafita za ekstruzije na nižim temperaturama, ili stakleni prah za ekstruzije na višim temperaturama. Najveći nedostatak ovog procesa je njegova cena mašinerije i njenog održavanja.
| Materijal          | Temperatura [°C (°F)]     |
| ------------------ | ------------------------- |
| Magnezijum         | 350–450 (650–850)         |
| Aluminijum         | 350–500 (650–900)         |
| Bakar              | 600–1.100 (1.200–2.000)   |
| Čelik              | 1.200–1.300 (2.200–2.400) |
| Titanijum          | 700–1.200 (1.300–2.100)   |
| Nikl               | 1.000–1.200 (1.900–2.200) |
| Vatrostalne legure | do 2.000 (4.000)          |

Proces ekstruzije je generalno ekonomičan kada se proizvodi između nekoliko kilograma (funta) i mnogo tona, u zavisnosti od materijala koji se ekstrudira. Postoji tačka ukrštanja gde formiranje valjaka postaje ekonomičnije. Na primer, neki čelici postaju ekonomičniji za valjanje ako se proizvodi više od 20.000 kg (50.000 lb).

### Hladna ekstruzija
Hladna ekstruzija se vrši na sobnoj temperaturi ili blizu sobne temperature. Prednosti ovog u odnosu na vruću ekstruziju su nedostatak oksidacije, veća čvrstoća zbog hladnog rada, bliže tolerancije, bolja završna obrada površine i velike brzine ekstruzije ako je materijal podložan vrućoj kratkoći.
Materijali koji se obično hladno ekstrudiraju uključuju: olovo, kalaj, aluminijum, bakar, cirkonijum, titan, molibden, berilijum, vanadijum, niobijum i čelik.
Primeri proizvoda proizvedenih ovim procesom su: sklopive cevi, kućišta aparata za gašenje požara, cilindri amortizera i zupčanici.

### Topla ekstruzija
U martu 1956. podnet je patent SAD za „proces toplog ekstrudiranja metala“. Patent US3156043 A navodi da se niz važnih prednosti može postići toplim ekstrudiranjem gvozdenih i obojenih metala i legura ako se gredica za ekstrudiranje promeni u svojim fizičkim svojstvima kao odgovor na fizičke sile zagrevanjem na temperaturu ispod kritična tačka topljenja. Topla ekstruzija se vrši iznad sobne temperature, ali ispod temperature rekristalizacije materijala. Temperature se kreću od 800 do 1800 °F (424 do 975 °C). Obično se koristi za postizanje odgovarajuće ravnoteže potrebnih sila, duktilnosti i konačnih svojstava ekstruzije.

## Podela isprešavanja

### Podela na toplo i hladno isprešavanje

#### Isprešavanje u toplom stanju
Toplo isprešavanje se radi na povišenoj temperaturi, kako bi se materijal lakše gurnuo kroz matricu. Većina vrućih presa su horizontalne hidrauličke prese koje rade od 250 do 12 000 tona. Pritisci su u rasponu od 30 do 700 , te je potrebno podmazivanje (mineralno ulje ili grafit za niže temperature ili staklena prašina za više temperature isprešavanja). Najveći nedostatak ovog postupka je visoki trošak za mašine i održavanje.
| Materijal          | Temperatura (°C)     |
| ------------------ | -------------------- |
| Magnezijum         | 350°C - 450°C        |
| Aluminijum         | 350 - 500            |
| Bakar              | 600 - 1100           |
| Čelik              | 1200 - 1300          |
| Titanijum          | 700-1200 (1300—2100) |
| Nikal              | 1000 - 1200          |
| Vatrostalne legure | do 2000              |

#### Isprešavanje u hladnom stanju
Hladno istiskivanje se obavlja na sobnoj ili blizu sobne temperature. Prednosti ovog načina ekstruzije su: nema oksidacije materijala, veća čvrstoća gotovog proizvoda, uže tolerancije, dobro stanje površine i veće brzine isprešavanja. Materijali koji se hladno ekstrudiraju su: olovo, kalaj, aluminijum, bakar, cirkonijum, titanijum, molibden, berilijum, vanadijum, niobijum i čelik. Primeri proizvoda proizvedenih ovim postupkom su: cevi, aparat za gašenje požara, cilindri amortizera, klipovi, zupčanici.

### Podjela na direktno i indirektno isprešavanje
Prema načinu kretanja alata i obratka, isprešavanje može biti direktno ili indirektno.
Kod direktnog (ili izravnog) isprešavanja, metal izlazi u pravcu pritiskanja klipa, dok je kod indirektnog (ili neizravnog) smer izlaza materijala u suprotnom pravcu od smera kretanja klipa kod pritiskanja tabletne mase. Indirektno isprešavanje zahteva manje sile pritiska, jer nema tolikog trenja između materijala i zidova spremnika.

### Podjela na horizontalno i vertikalno isprešavanje
Prema položaju klipa, isprešavanje se može obaviti na horizontalnim ili vertikalnim presama. 

### Podela na mehaničko i hidrauličko isprešavanje
Vrsta pogona kod isprešavanja može biti hidraulička ili mehanička. Kod hidrauličkog isprešavanja, jedan ili dva navojna hidraulička motora osiguravaju potrebni pritisak u hidrauličkom fluidu. Dvoradni cilindar pritiska klip koji potiskuje materijal u spremniku, te istiskuje material kroz matricu.
Mehaničke prese koriste kolenasti prigon za pogon klipa. Kako je kod mehaničkih presa sila pritiska klipa manja nego kod hidrauličkih, tako je i materijal koji se ekstrudira manjih dimenzija. Takođe se mehaničke prese za isprešavanje koriste uglavnom za hladno isprešavanje.

## Matrice
Najviše se upotrebljvaju jednostavne (jednodelne) matrice ravnog oblika, s oštrim ili neznatno zaobljenim ulaznim bridom, te visinom vrata od 3 do 6 mm, koji je ujedno i kalibracijski pojas. Konični oblik matrice olakšava dotok materijala iz uglova spremnika. Materijal za izradu matrica je legirani čelik otporan na visoke temperature, npr.: čelik legiran sa hromom, molibdenom, volframom, vanadijumom. Kod složenih matrica (matrica sastavljenih od više delova, sa složenim prolazom materijala među njima) oblikuje se unutarnji profil. Takođe se unutarnji profil može oblikovati pomičnim trnom ili trnom koji je deo složene matrice.

## Literatura
- Backus, Robert G.; Boshold, R. F.; Johannisson, Thomas G.; Noble, Paul D.; Pfeffer, Jerome B.; Schiebold, Ted A.; Spearman, J. E. (1998) [1984]. „Drawing, extruding, and upsetting”.  Ур.: Wick, Charles; Benedict, John T.; Veilleux, Raymond F. Tool and manufacturing engineers handbook. vol. 2 (4th изд.). SME. ISBN 978-0-87263-135-9.
- Oberg, Erik; Jones, Franklin D.; Horton, Holbrook L.; Ryffel, Henry H. (2000), Machinery's Handbook (26th изд.), New York: Industrial Press, ISBN 978-0-8311-2635-3.
- Tang, W.; Reynolds, A.P. (2010). „Production of wire via friction extrusion of aluminum alloy machining chips”. Journal of Materials Processing Technology. 210 (15): 2231—2237. doi:10.1016/j.jmatprotec.2010.08.010.
- „Dispersoid distribution and microstructure in Fe-Cr-Al ferritic oxide dispersion-strengthened alloy prepared by friction consolidation”. Metallurgical and Materials Transactions A. 46 (10): 4730—4739., D. Catalini, D. Kaoumi, AP Reynolds, G. Grant, , 2015.
- “Manufacturing Processes for Engineering Materials, 5th ed.”, S. Kalpakjian and S. R. Schmid,  0132272717, 2008.
- “Strain and texture in friction extrusion of aluminum wire”, X. Li, W. Tang, AP Reynolds, WA Tayon, CA Brice, Journal of Materials Processing Technology, v. 229 ,pp. 191-198, 2016.
- “Microstructural evolution of rapidly solidified AZ91E flake consolidated by shear assisted processing and extrusion (ShAPE™)”, N. Overman, S. Whalen, M. Olszta, K. Kruska, J. Darsell, V. Joshi, X. Jiang, K. Mattlin, E. Stephens, T. Clark, S. Mathaudhu, Materials Science and Engineering A, 701, pp. 56-68, 2017.
- “Friction consolidation processing of n-type bismuth-telluride thermoelectric material”, S. Whalen, S. Jana, D. Catalini, N. Overman, J. Sharp, Journal of Electronic Materials, 45(7), pp. 3390-3399, 2016
- “Friction consolidation of gas-atomized Fe-Si powders for soft magnetic applications”, X. Jiang, S. Whalen, J. Darsell, S. Mathaudhu, N. Overman, Materials Characterization, v. 123, pp. 166-172, 2017
- J. Milner, F. Abu-Farha, “Microstructural evolution and its relationship to the mechanical properties of Mg AZ31B friction stir back extruded tubes”, Magnesium Technology, pp. 263-268, 2014
- “A numerical model for Wire integrity prediction in Friction Stir Extrusion of magnesium alloys”, D. Baffari, G. Buffa, L. Fratini, Journal of Materials Processing Technology,pp. 1-10, 2017
- “AZ31 magnesium alloy recycling through friction stir extrusion process”, G. Buffa, D. Campanella, L. Fratini, F. Micari, International Journal of Material Forming, 1-6, 2015
- “A preliminary study on the feasibility of friction stir back extrusion”, F. Abu-Farha, Scripta Materialia, 66, pp. 615-618, 2012.
- "Production of wire from AA7277 aluminum chips via friction-stir extrusion (FSE)", R. Behnagh, R. Mahdavinejad, A. Yivari, M. Abdollah, M. Narvan, Metallurgical and Materials Transactions B, 45:4, pp. 1484–1489, 2014
- "Microstructure evolutions and mechanical properties of tubular aluminum produced by friction stir back extrusion", M. Khorrami, M. Movahedi, Materials and Design, 65, pp. 74-79, 2015
- "Direct solid-state conversion of recyclable metals and alloys", V. Manchiraju, Final Technical Report DE-EE0003458, Oak Ridge National Laboratory, 2012
- "Microstructural characterization of pure copper tubes produced by a novel method – friction stir back extrusion", I. Dinaharan, R. Sathiskumar, S. Vijay, N. Murugan, Procedia Materials Science, 5, pp. 1502–1508, 2015
- Baffari, Dario; Reynolds, Anthony P.; Li, Xiao; Fratini, Livan (2017). „Influence of processing parameters and initial temper on Friction Stir Extrusion of 2050 aluminum alloy”. Journal of Manufacturing Processes. 28: 319—325. doi:10.1016/j.jmapro.2017.06.013.
- "High shear deformation to produce high strength and energy absorption in Mg alloys", V. Joshi, S. Jana, D. Li, H. Garmestani, E. Nyberg, C. Lavender, pp. 83-88, Magnesium Technology, 2014
- Catalini, David; Kaoumi, Djamel; Reynolds, Anthony P.; Grant, Glenn J. (2013). „Friction Consolidation of MA956 powder”. Journal of Nuclear Materials. 442 (1–3): S112—S118. Bibcode:2013JNuM..442S.112C. doi:10.1016/j.jnucmat.2012.11.054.
- Engel, U.; Eckstein, R. (2002). „Microforming - From Basic research to its realization”. Journal of Materials Processing Technology. 125–126 (2002): 35—44. doi:10.1016/S0924-0136(02)00415-6.
- Dixit, U.S.; Das, R. (2012). „Chapter 15: Microextrusion”.  Ур.: Jain, V.K. Micromanufacturing Processes. CRC Press. стр. 263—282. ISBN 9781439852903.
- Fu, M.W.; Chan, W.L. (2013). „A review on the state-of-the-art microforming technologies”. International Journal of Advanced Manufacturing Technology. 67 (9): 2411—2437. doi:10.1007/s00170-012-4661-7.
- Fu, M.W.; Chan, W.L. (2014). „Chapter 4: Microforming Processes”. Micro-scaled Products Development via Microforming: Deformation Behaviours, Processes, Tooling and its Realization. Springer Science & Business Media. стр. 73—130. ISBN 9781447163268. Приступљено 19. 3. 2016.